# Mala Strujka, Nova Ușîțea
Mala Strujka (în ucraineană Мала Стружка) este localitatea de reședință a comunei Mala Strujka din raionul Nova Ușîțea, regiunea Hmelnîțkîi, Ucraina.

## Demografie
Componența lingvistică a localității Mala Strujka
     Ucraineană (99,38%)
     Alte limbi (0,61%)
Conform recensământului din 2001, majoritatea populației localității Mala Strujka era vorbitoare de ucraineană (99,38%), existând în minoritate și vorbitori de alte limbi.